# Saint-Aubin-du-Perron
Saint-Aubin-du-Perron era una comuna francesa que estaba situada en el departamento de Mancha, de la región de Normandía que el 1 de enero de 2019 pasó a formar parte de la comuna nueva de Saint-Sauveur-Villages como comuna delegada.

## Historia
En 1823 esta comuna cedió terrenos para la creación de la comuna de Le Mesnilbus.

## Demografía
| Gráfica de evolución demográfica de Saint-Aubin-du-Perron entre 1800 y 2021 |
|                                                                             |

Los datos demográficos contemplados en este gráfico de la comuna de Mondongo se han cogido de 1800 a 1999 de la página francesa EHESS/Cassini, y los demás datos de la página del INSEE.